# Дифракція повільних електронів
Дифракція повільних електронів скор., ДПЕ, ДЕНЕ інакше дифракція електронів низької енергії (англ. low-energy electron diffraction скор., LEED) — метод дослідження структури поверхні твердих тіл, заснований на аналізі картин дифракції низькоенергетичних електронів з енергією 30-200 еВ, пружно розсіяних від досліджуваної поверхні. Дозволяє вивчати суперструктуру поверхні.

## Опис
Використання для аналізу поверхні електронів саме низьких енергій обумовлено двома основними причинами.
- Довжина хвилі де Бройля для електронів з енергією 30-200 еВ становить приблизно 0,1-0,2 нм, що задовольняє умові дифракції на атомних структурах, а саме, довжина хвилі дорівнює або менше міжатомних відстаней.
- Середня довжина пробігу таких низькоенергетичних електронів становить кілька атомних шарів. Внаслідок цього більшість пружних розсіянь відбувається в самих верхніх шарах зразка, отже, вони дають максимальний внесок в картину дифракції.

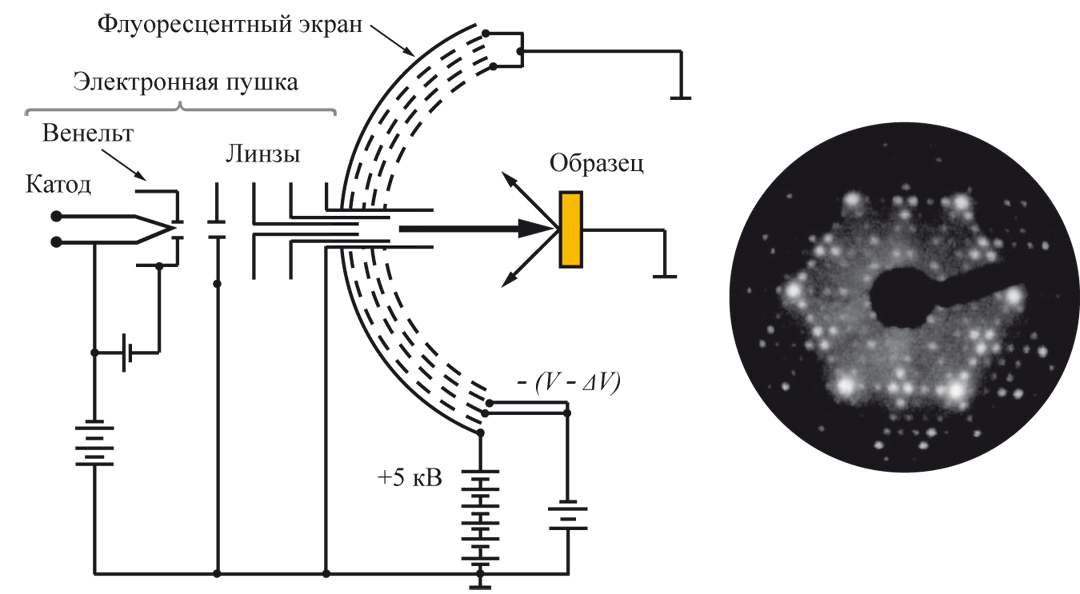
Схема стандартної чотирисітчаної установки ДПЕ і вид картини ДПЕ від поверхні Si(111)7×7 на флюоресцентному екрані

На рисунку представлена схема експериментальної установки для прямого спостереження картин ДПЕ. В електронній гарматі електрони, що випускаються катодом (що знаходиться під негативним потенціалом -V), прискорюються до енергії eV, а потім рухаються і розсіюються на зразку в безпольовому просторі, оскільки перша сітка дифрактометра і зразок заземлені. Друга і третя сітки, що знаходяться під потенціалом трохи менше потенціалу катода (V — ΔV), служать для відсікання непружно розсіяних електронів. Четверта сітка заземлена і екранує інші сітки від флуоресцентного екрана, що перебуває під потенціалом порядку +5 кВ. Таким чином, електрони, пружно розсіяні на поверхні зразка, після проходження гальмівних сіток прискорюються до високих енергій, щоб викликати флуоресценцію екрану, на якому і спостерігається дифракційна картина. Як приклад на малюнку показана картина ДПЕ від атомарно чистої поверхні Si(111)7×7.
Метод ДПЕ дозволяє:
- якісно оцінити структурну досконалість поверхні — від добре впорядкованої поверхні спостерігається картина ДМЕ з чіткими яскравими рефлексами і низьким рівнем фону;
- визначити обернену ґратку поверхні з геометрії дифракційної картини;
- оцінити морфологію поверхні за профілем дифракційного рефлексу;
- визначити атомну структуру поверхні шляхом порівняння залежностей інтенсивності дифракційних рефлексів від енергії електронів (I—V кривих), розрахованих для структурних моделей, з залежностями, отриманими в експерименті.

Методи дифракції повільних і швидких електронів розрізняються енергією використовуваних електронів і, відповідно, різною геометрією (в ДПЕ пучок електронів падає на досліджувану поверхню практично перпендикулярно, а в ДБЕ під ковзаючим кутом близько 1-5º). Обидва методи дають подібну інформацію про структуру поверхні. Перевагою ДПЕ є більш проста конструкція, а також більш наочна і зручна для інтерпретації отримана інформація. Перевага ДШЕ полягає в можливості проведення досліджень безпосередньо в ході нарощування плівок на поверхні зразка.